# Hualing Xingma

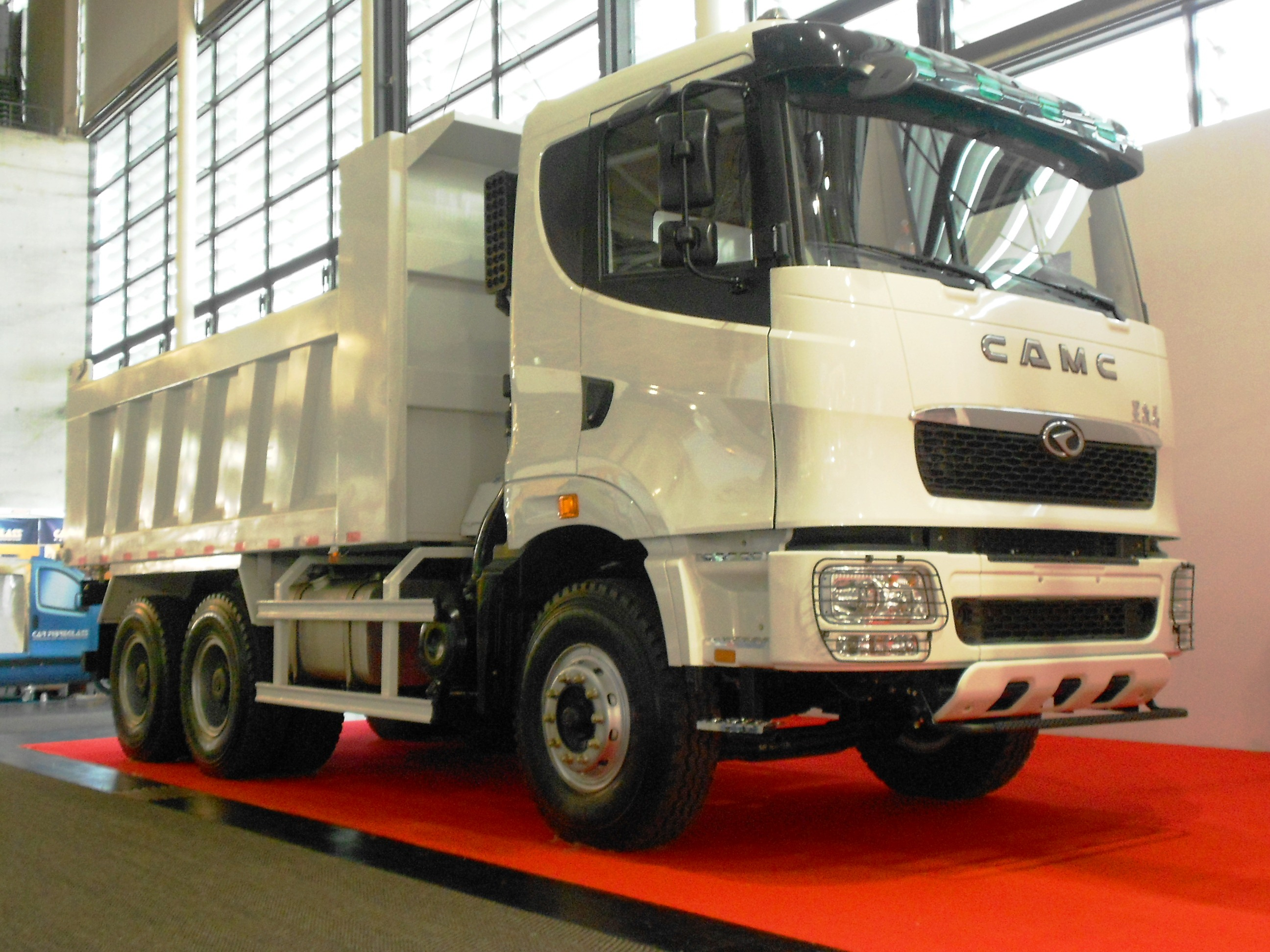

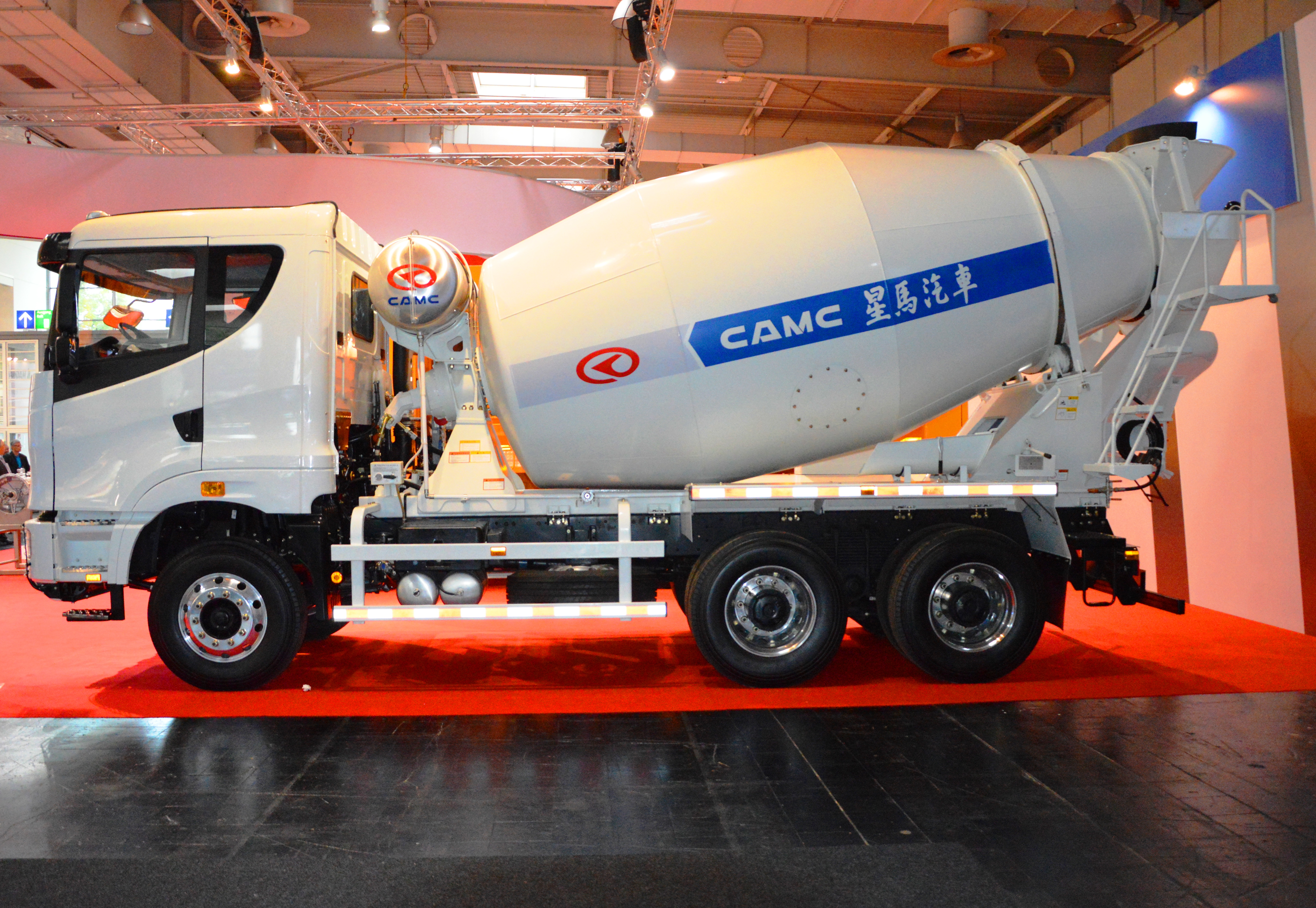

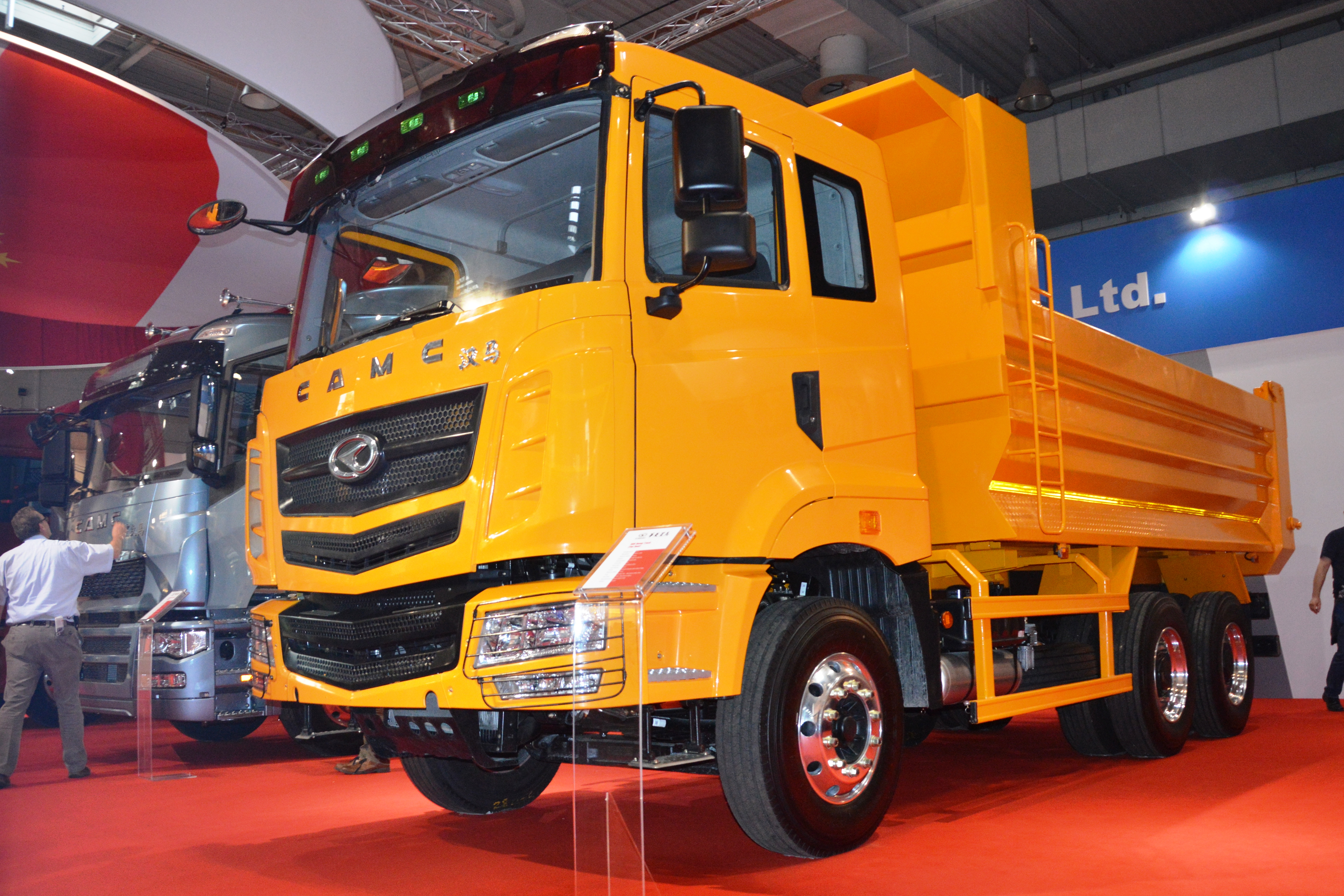

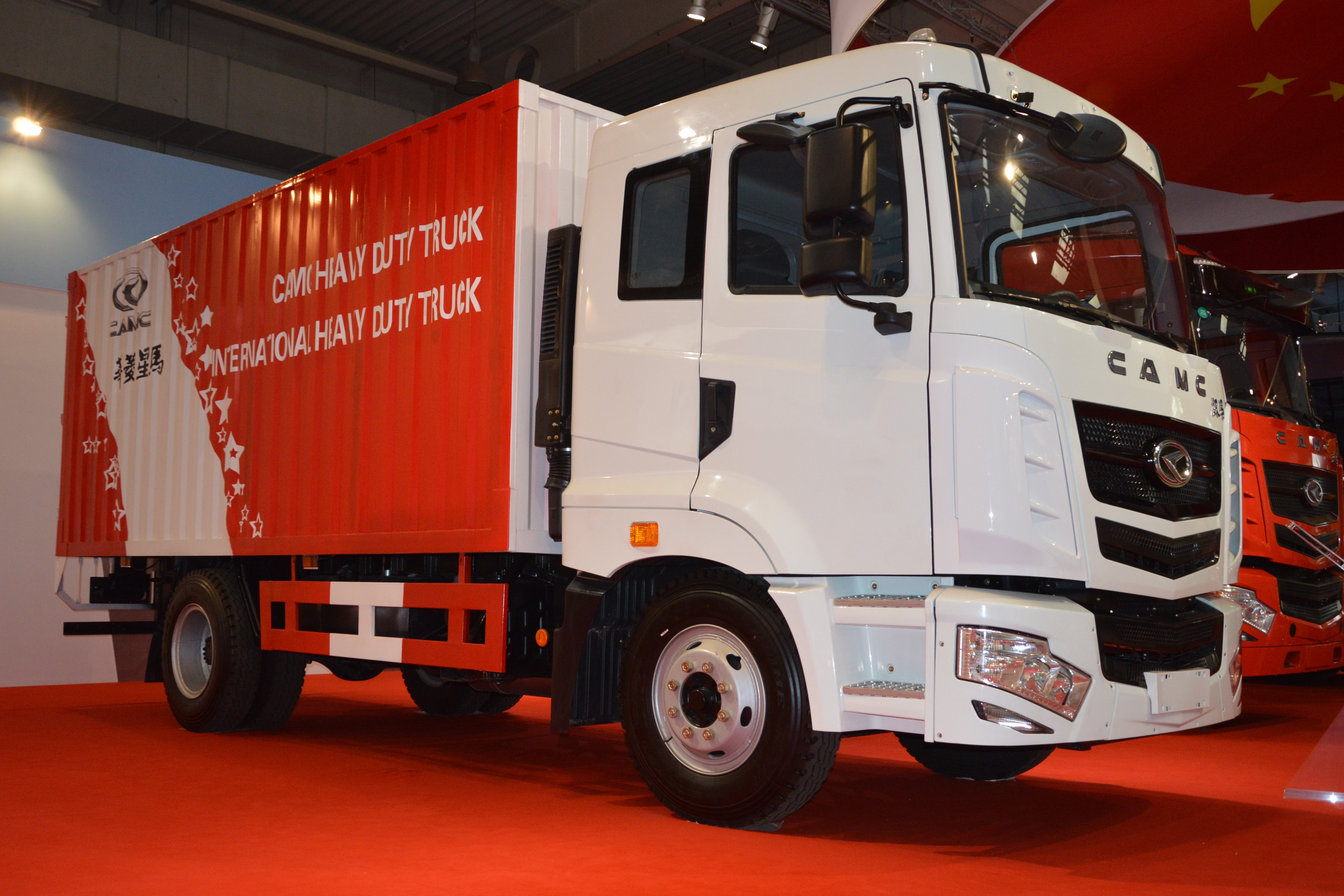

Hualing Xingma Automobile (Group) Co., Ltd. es un fabricante chino de camiones y vehículos especiales basados en camiones establecido en 1999. La cual cotiza en bolsa, La compañía tiene sus orígenes en una Ma'anshan fabricante establecido en 1970. Como marca y como nombre de la empresa en los mercados fuera de China, Hualing Xingma utiliza la designación CAMC.

## Historia
Un predecesor de Hualing Xingma construyó su planta en 1970 e inicialmente produjo maquinaria para materiales de construcción. Desde la década de 1980 en adelante, produjo principalmente camiones de cemento y camiones mezcladores. En 1999, la empresa se incorporó como Anhui Xingma Automobile Co., Ltd. y cotizó en la Bolsa de Valores de Shanghai en abril de 2003. En el mismo año de su cotización, firmó un acuerdo de cooperación técnica a largo plazo con Mitsubishi Fuso Truck and Bus Corporation de Japón, celebrando la producción de camiones pesados. En 2004, el primer chasis de un vehículo pesado salió de la línea de montaje. En 2005, la empresa comenzó a exportar sus camiones pesados a mercados extranjeros. En 2008, se lanzaron los camiones pesados de segunda generación de la empresa. En marzo de 2011, Anhui Hualing Automobile Co., Ltd. se convirtió en subsidiaria de una empresa a través de una reestructuración de activos. En 2012, tras una reincorporación, la empresa adoptó su nombre actual. Ese mismo año, comenzó a producir y vender motores diesel s.
La empresa se vio afectada por la crisis financiera de 2008. Tuvo una pérdida neta en 2014 y 2015, ya que la demanda de sus productos era baja. Obtuvo ganancias en 2016 a través de inversiones de los accionistas, para evitar una regla de mercado que excluyó a las empresas de la lista con pérdidas durante tres años seguidos. A finales de 2015, la empresa formó parte de una reorganización de activos fallida a través de Anliang Xiushan Construction Corporation. En junio de 2017, se anunció que la  propiedad del estado  conglomerado  CHTC tomaría el control de una participación del 15,24% en Hualing Xingma del Grupo Xingma, convirtiéndose en el mayor accionista. El propietario final de la participación cambiaría del Gobierno Popular Municipal de Ma'anshan al SASAC. Como parte del acuerdo, Hualing Xingma adquiriría Hubei Xinchufeng de CHTC a cambio de acciones. En agosto de 2017, Hualing Xingma anunció que varias complejidades detendrían la adquisición de Hubei Xinchufeng, pero el acuerdo para que CHTC tomara una participación aún estaba vigente. En octubre de 2017, CHTC anunció la cancelación del acuerdo, ya que no había suficientes garantías para la inversión.
A finales de julio de 2020, se anunció que Xingma Group había acordado transferir una participación del 15,24% de sus acciones a Geely New Energy Commercial Vehicle Group, una subsidiaria de propiedad total de  Geely Holdings. Después de la transacción, Geely New Energy se convertiría en el accionista controlador de facto de Hualing Xingma. La empresa tiene cinco filiales de producción: Anhui Hualing Automobile Co., Ltd., Anhui Xingma Automobile Co., Ltd., Anhui Xingkaima Power Co., Ltd., Anhui Hualing Axle Co., Ltd. y Anhui Forma Automobile Parts (Grupo) Co., Ltd. La planta principal de la empresa tiene 400.000 m² y capacidad para ensamblar 100.000 camiones pesados, 50.000 vehículos especiales pesados y 50.000 motores al año. La empresa tiene una operación de investigación y desarrollo. Los productos en bolsas de CAMC se exportan a Europa del Este, África del Norte, Sudeste de Asia y América del Sur, entre otros mercados. Hualing Xingma mantiene asociaciones técnicas con Mitsubishi Fuso y Isuzu de Japón.